# هنريك بيلمان
هنريك بيلمان (بالسويدية: Henrik Bellman)‏ هو لاعب كرة قدم سويدي في مركز الوسط، ولد في 24 مارس 1999 في السويد. لعب مع نادي أوسترسوند.

## وصلات خارجية
- هنريك بيلمان على موقع اتحاد السويد (السويدية)
- هنريك بيلمان على موقع قاعدة بيانات كرة القدم.إي يو (الإنجليزية)
- هنريك بيلمان على موقع Soccerway.com (الإنجليزية)